# Льыски (гмина)
Льыски (пол. Lyski) — сельская гмина (волость) в Польше, входит как административная единица в Рыбницкий повет, Силезское воеводство. Население — 9398 человек (на 31 декабря 2010 года)

## Демография
| Перепись                       | Всего   | Всего | Женщины | Женщины | Мужчины | Мужчины |
| ------------------------------ | ------- | ----- | ------- | ------- | ------- | ------- |
| Единицы                        | человек | %     | человек | %       | человек | %       |
| Население                      | 8904    | 100   | 4537    | 51      | 4367    | 49      |
| Плотность населения (чел./км²) | 154     | 154   | 78,5    | 78,5    | 75,5    | 75,5    |

## Сельские округа
1. Адамовице
2. Богунице
3. Дзимеж
4. Льыски
5. Нова-Весь
6. Пстронжна
7. Ращыце
8. Сумина
9. Звоновице
10. Жытна

## Соседние гмины
1. Гмина Гашовице
2. Гмина Корновац
3. Гмина Кузня-Рациборска
4. Гмина Нендза
5. Рацибуж
6. Рыбник